# Clusiosoma laterale
Clusiosoma laterale är en tvåvingeart som först beskrevs av Walker 1865.  Clusiosoma laterale ingår i släktet Clusiosoma och familjen borrflugor. Inga underarter finns listade i Catalogue of Life.